# Simulium adsonense
Simulium adsonense es una especie de insecto del género Simulium, familia Simuliidae, orden Diptera.
Fue descrita científicamente por Craig en 2006.